# Toscana
Toscana (phát âm [toˈskaːna]) là một vùng ở Trung Ý với diện tích khoảng 23.000 kilômét vuông (8.900 dặm vuông Anh) và dân số khoảng 3,8 triệu người (2013). Thủ phủ vùng là Firenze (Florence trong tiếng Pháp).
Toscana nổi tiếng với phong cảnh xinh đẹp, truyền thống văn hóa, lịch sử và di sản nghệ thuật. Nơi đây được xem là cái nôi của sự Phục Hưng Ý và là quê nhà của nhiều nhân vật giàu ảnh hưởng trong nghệ thuật và khoa học. Nơi đây còn gắn liền với những bảo tàng nổi tiếng như Uffizi và Palazzo Pitti. Toscana cũng được biết đến nhờ các loại rượu vang, như Chianti, Vino Nobile di Montepulciano, Morellino di Scansano và Brunello di Montalcino.
Toscana là một vùng du lịch trứ tiếng ở cả trong và ngoài nước Ý, với các điểm du lịch chính theo số khách năm 2014 là Firenze, Pisa, Montecatini Terme, Castiglione della Pescaia và Grosseto. Làng Castiglione della Pescaia là điểm du lịch ven biển được tham quan nhiều nhất. Ngoài những nơi trên, Siena, Lucca, vùng Chianti, Versilia và Val d'Orcia cũng vang danh toàn cầu và nổi tiếng toàn giới du lịch.
Bảy địa điểm ở Toscana được xác định là di sản thế giới: trung tâm lịch sử Firenze (công nhận năm 1982); quảng trường nhà thờ chính tòa Pisa (1987); trung tâm lịch sử San Gimignano (1990); trung tâm lịch sử Siena (1995); trung tâm lịch sử Pienza (1996); Val d'Orcia (2004); và Các dinh thự và khu vườn Medici (2013). Toscana có hơn 120 khu bảo tồn thiên nhiều. Năm 2012, Firenze là thành phố được viếng thăm nhiều thứ 89 thế giới, với trên 1,834 triệu khách du lịch.

## Địa lý
| A: Im > 100 B: 80 < Im < 100 B1-B2: 20 < Im < 80 |  | C2: 0 < Im < 20 C1: −33,3 < Im < 0 D: Im < −33,3 |

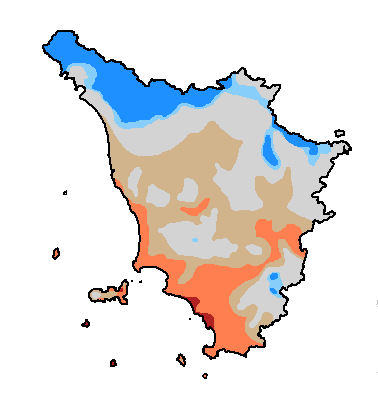
Khí hậu Toscana theo phân loại khí hậu Thornthwaite

Có dáng na ná hình tam giác, Toscana tiếp giáp với Liguria về phía tây bắc, Emilia-Romagna về phía bắc, Marche về phía đông bắc, Umbria và phía đông Lazio và phía đông nam.
Toscana có đường bờ biển với biển Liguria và biển Tyrrhenia, và có một quần đảo là quần đảo Toscana. Vùng có diện tích chừng 22.993 kilômét vuông (8.878 dặm vuông Anh). Được vây quanh và băng ngang bởi một số dãy núi, với ít đồng bằng, địa hình Toscana chủ yếu là đồi núi. Vùng đồi (diện tích 15.292 kilômét vuông (5.904 dặm vuông Anh)) chiếm gần 2/3 (66,5%) tổng diện tích Toscana, cộng với vùng núi (rộng 5.770 kilômét vuông (2.230 dặm vuông Anh)) chiếm 25% nữa. Đồng bằng chỉ chiếm 8,4% tổng diện tích —1.930 kilômét vuông (750 dặm vuông Anh)—chủ yếu quanh thung lũng sông Arno. Nhiều thành phố của Toscana nằm dọc sông Arno, gồm thủ phủ Firenze, Empoli và Pisa.
Khí hậu dịu ở khu vực ven biển, còn ở vùng nội địa thì nhiều mưa và thường có chênh lệch nhiệt độ đáng kể giữa mùa hè và đông, mang đến cho vùng này chu kỳ rã đông làm giàu đất liên tục, giúp nó một thời là "rổ bánh mì" của La Mã cổ đại.

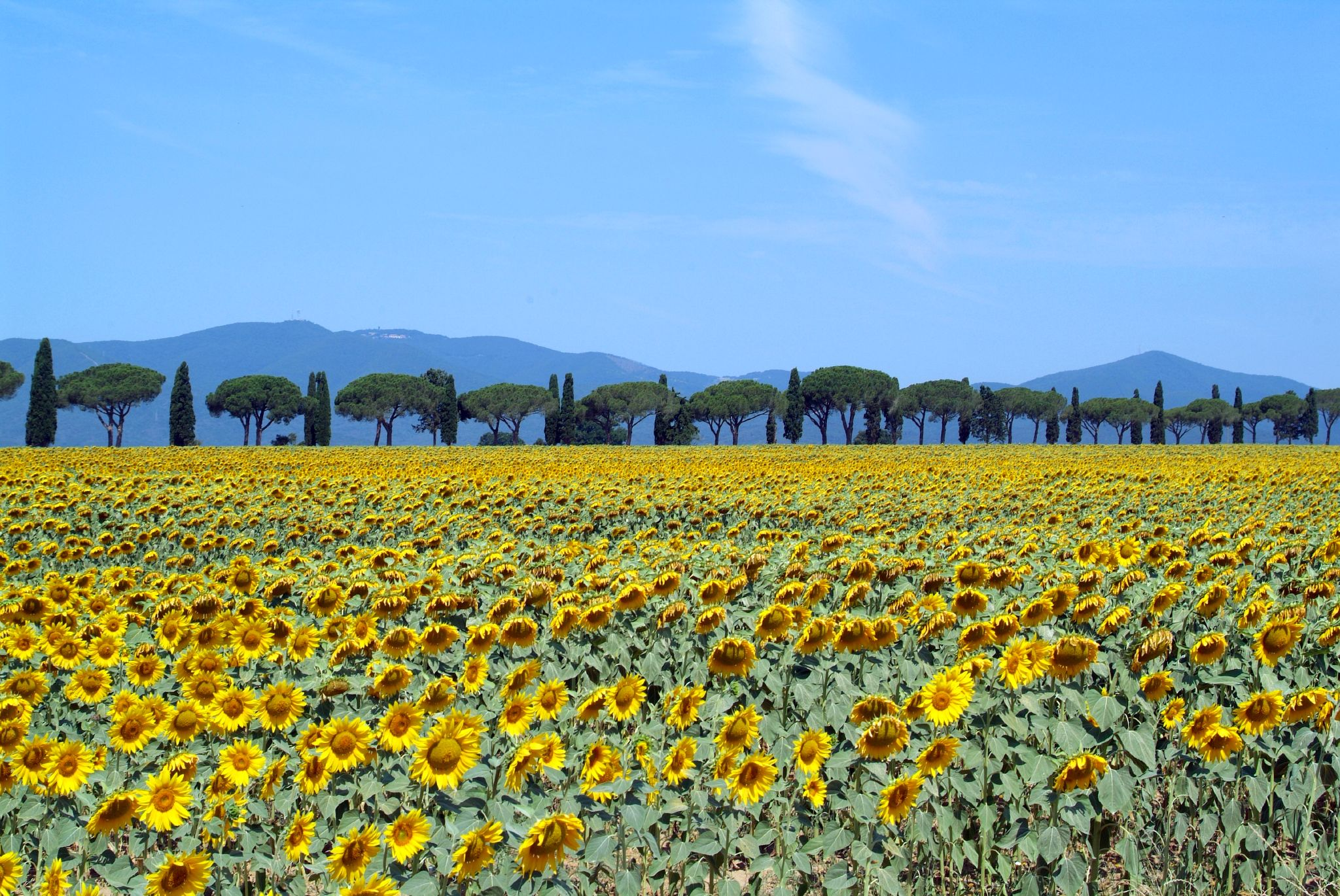
Đồng hướng dương ở Maremma
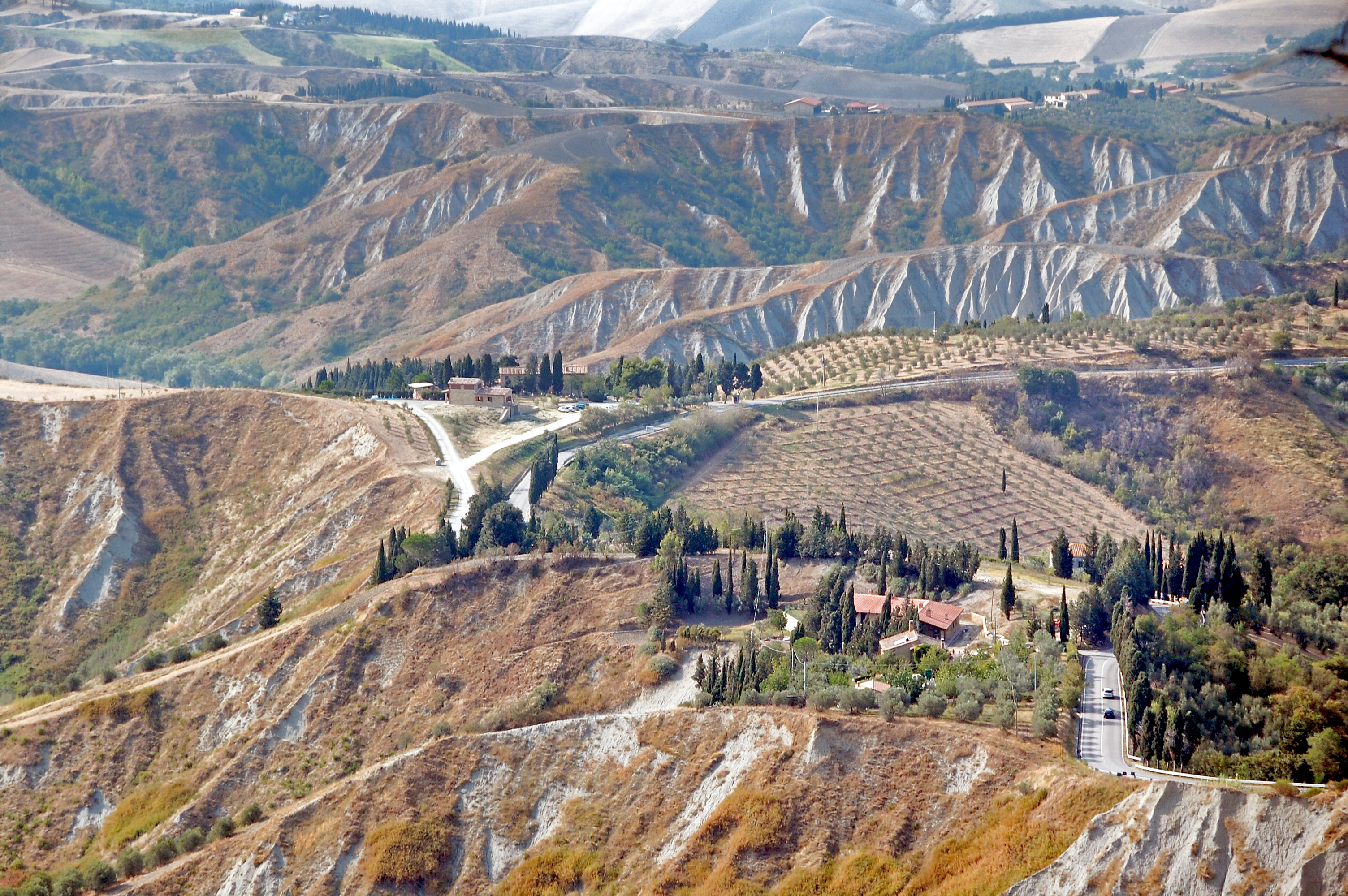
Balze di Volterra
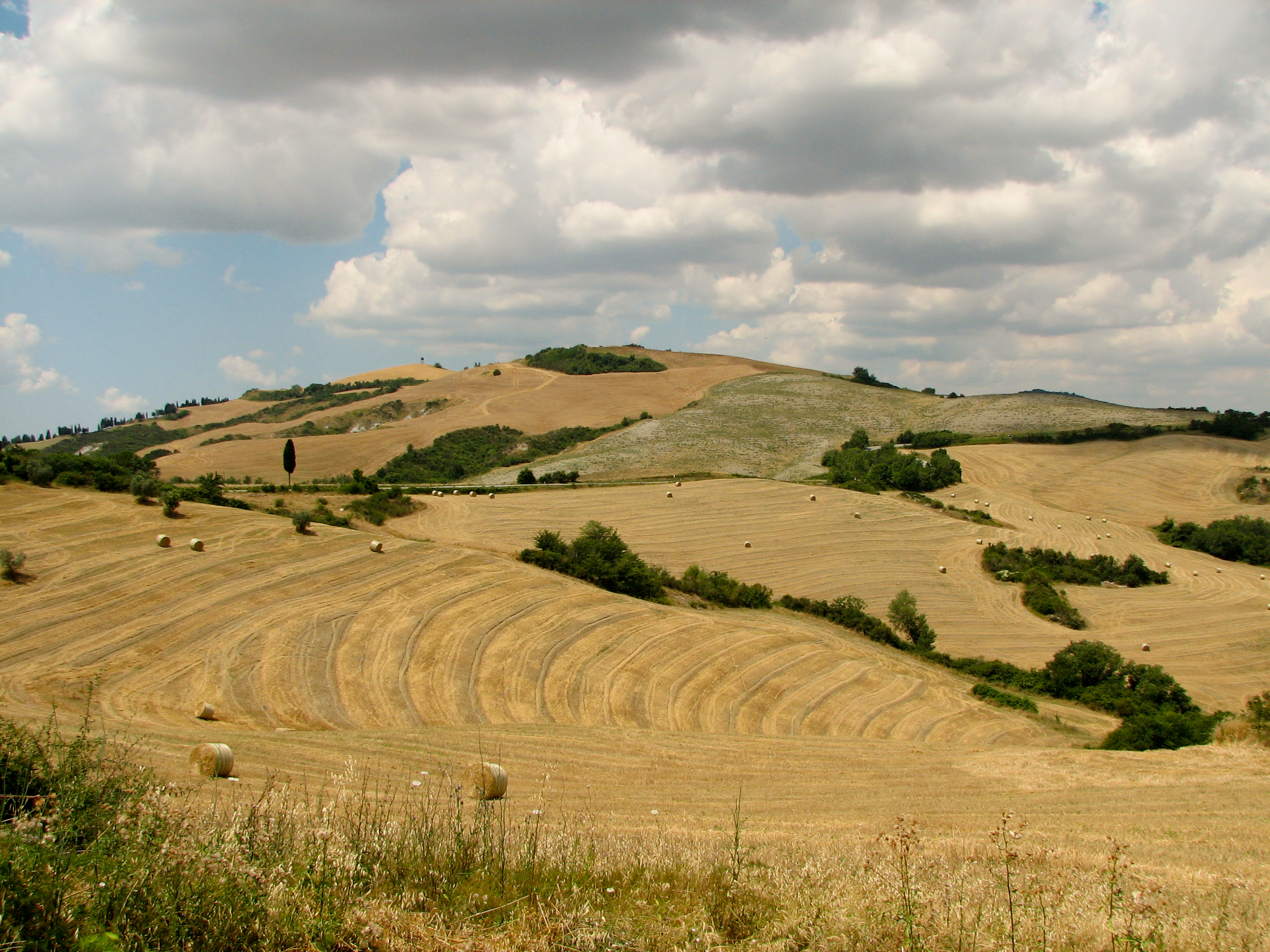
Khung cảnh gần Siena
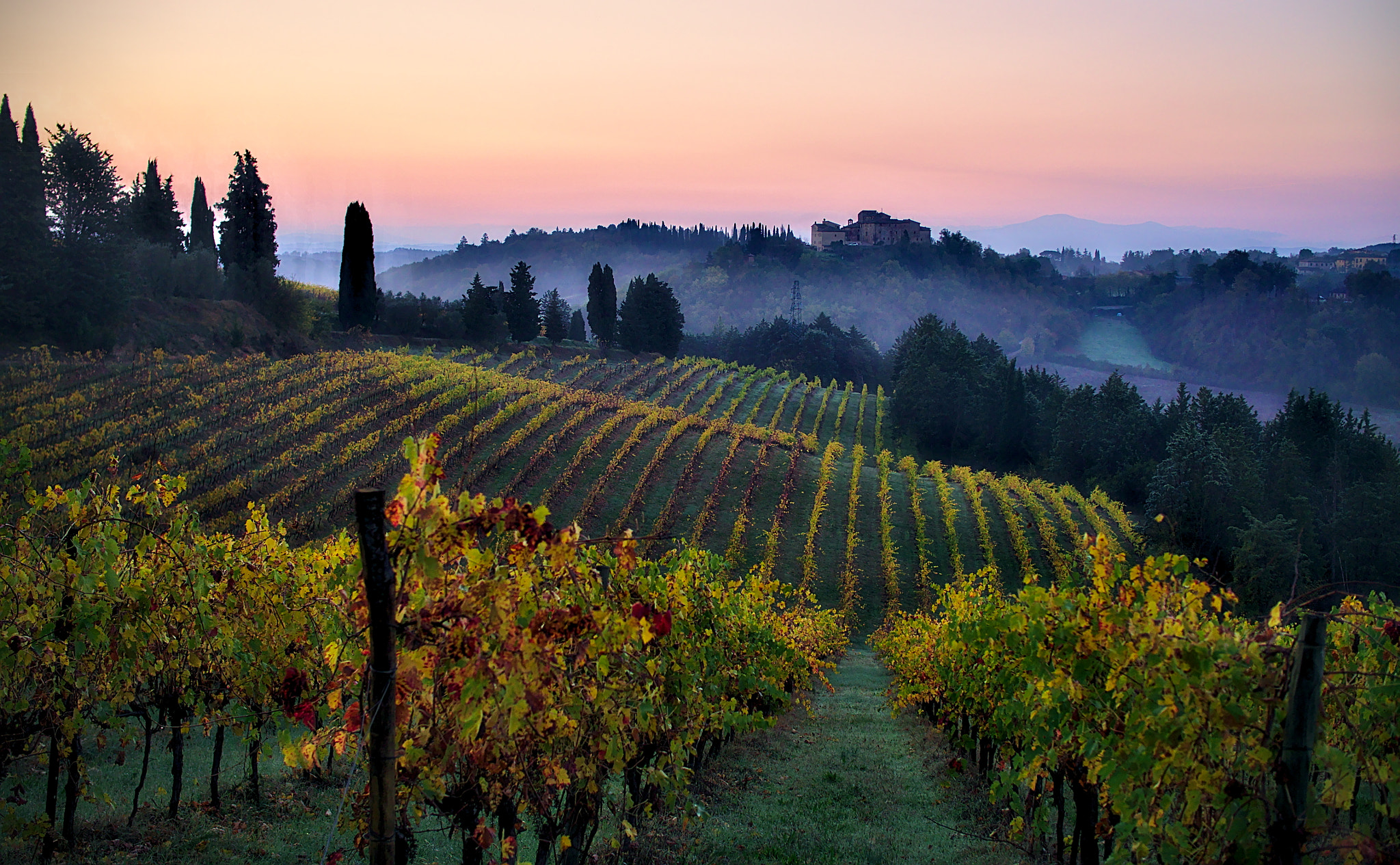
Ruộng nho ở Toscana
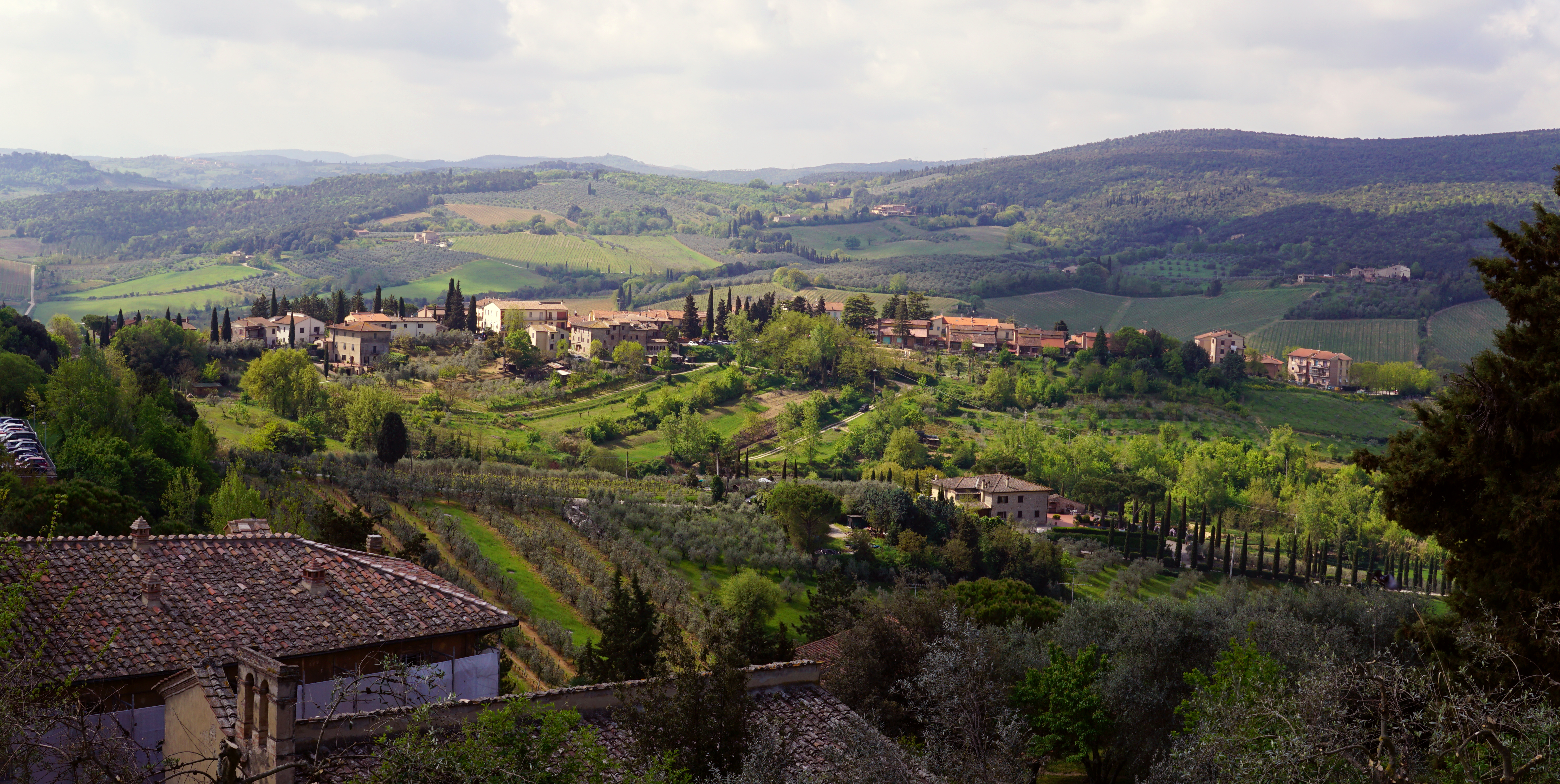
Thung lũng ở Toscana
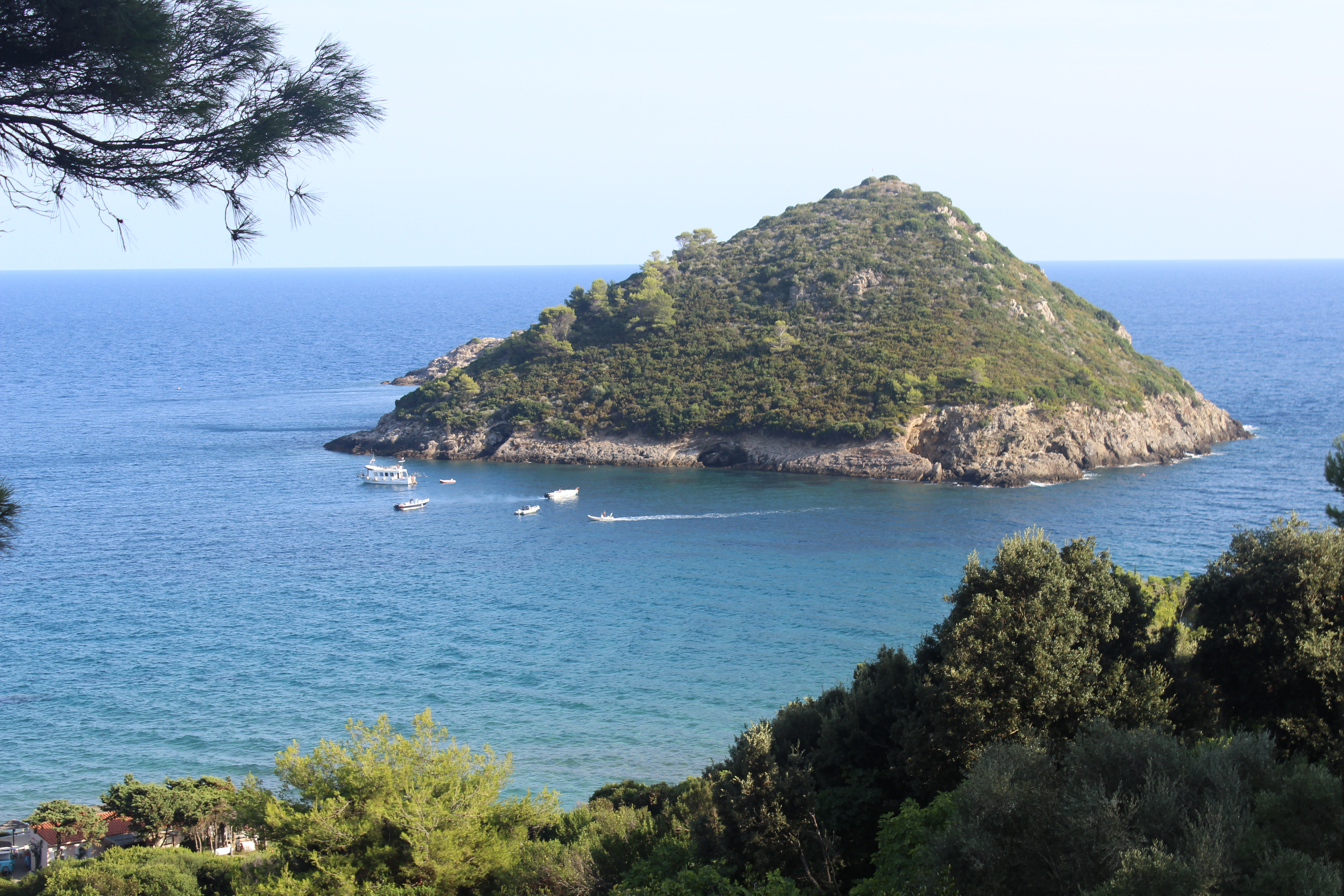
Monte Argentario
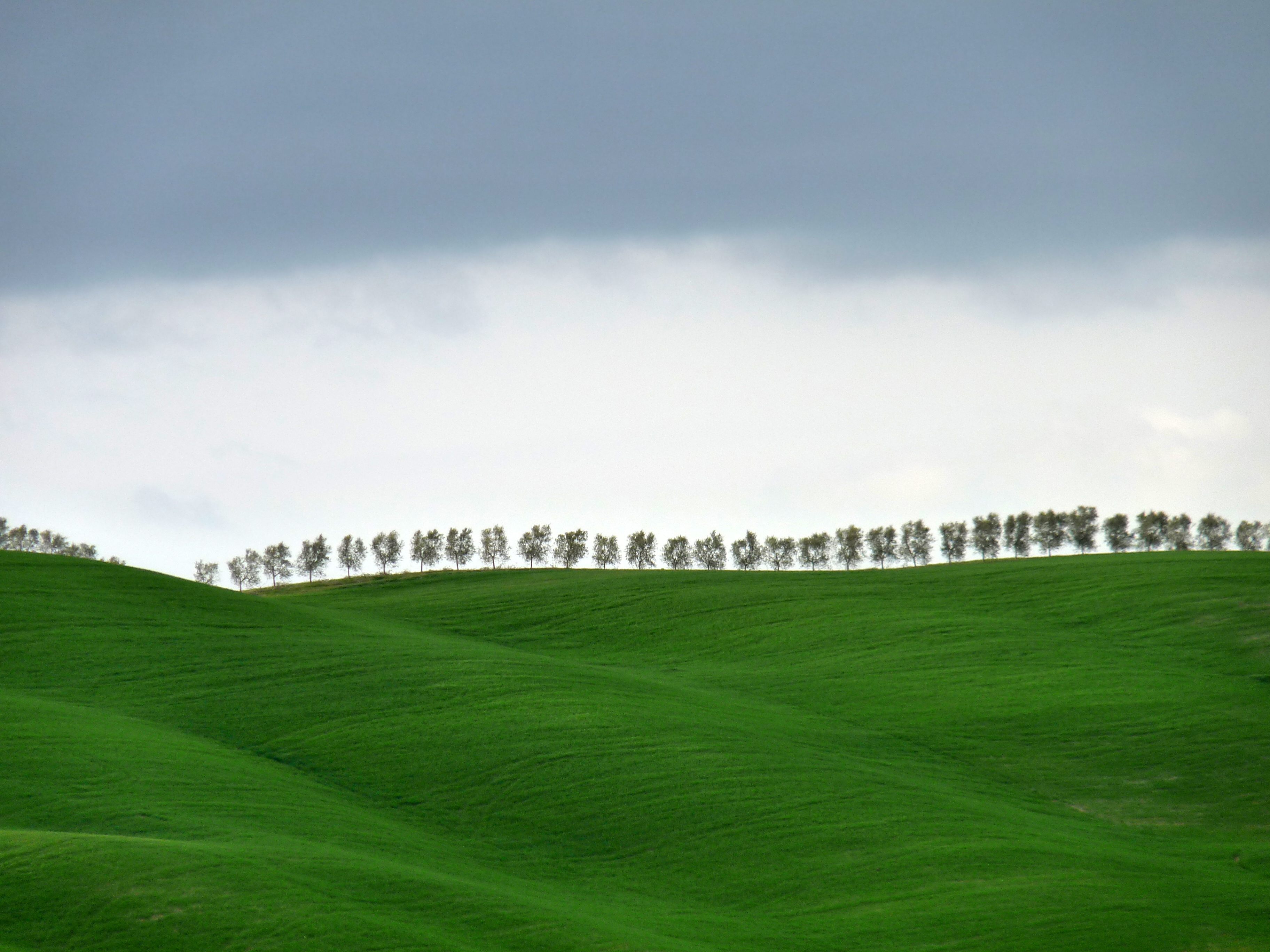
Cảnh quan đồi thoải gần Val d'Orcia
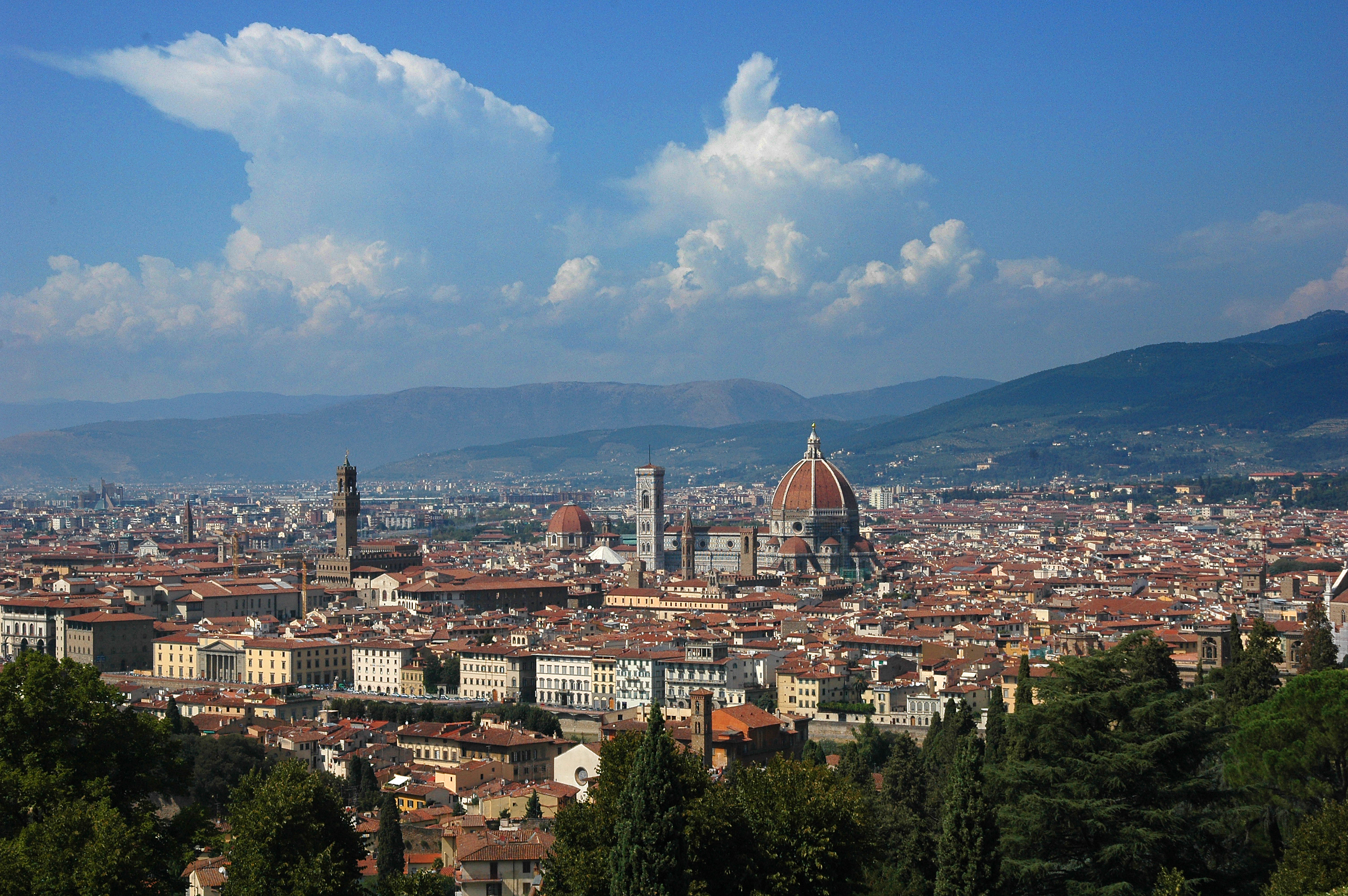
Firenze (Florence)

## Dân cư
Mật độ dân cư Toscana (161 người trên kilômét vuông (420/sq mi) năm 2008) thấp hơn trung bình toàn quốc (198,8/km2 hay 515/sq mi). Đây là mật độ dân thấp ở các tỉnh Arezzo, Siena, và nhất là Grosseto (50/km2 hay 130/sq mi). Mật độ dân cư cao nhất ở Prato (675/km2 hay 1.750/sq mi), theo sau là Pistoia, Livorno, Firenze và Lucca. Về thành phố, đông đúc nhất là Firenze (trên 3.500/km2 hay 9.100/sq mi), rồi Livorno, Prato, Viareggio, Forte dei Marmi và Montecatini Terme (tất cả đều có mật độ trên 1.000/km2 hay 2.600/sq mi). Sự phân bố này bắt nguồn từ lịch sử-văn hóa, và gần đây hơn, từ trình độ kinh tế trong vùng.
Theo đó, vùng thưa dân nhất thì hoạt động kinh tế chính là nông nghiệp kết.
Người Ý chiếm 93% tổng dân số. Từ thập niên 1980, vùng này đã thu hút những làn sóng người nhập cư, nhất là từ Trung Quốc. Cũng có những cộng đồng người Anh và người Mỹ ở đây. Tính đến  năm 2008, ISTAT ước tính có 275.149 người nhập cư sinh ra ở ngoại quốc sống tại Toscana, tức 7% dân số.

## Hành chính
Toscana được chia làm chín tỉnh và một thành phố trung tâm:
| Tỉnh                        | Diện tích (km²) | Dân số  | Mật độ (người/km²) |
| --------------------------- | --------------- | ------- | ------------------ |
| Tỉnh Arezzo                 | 3.232           | 345.547 | 106,9              |
| Thành phố trung tâm Firenze | 3.514           | 983.073 | 279,8              |
| Tỉnh Grosseto               | 4.504           | 225.142 | 50,0               |
| Tỉnh Livorno                | 1.218           | 340.387 | 279,4              |
| Tỉnh Lucca                  | 1.773           | 389.495 | 219,7              |
| Tỉnh Massa-Carrara          | 1.157           | 203.449 | 175,8              |
| Tỉnh Pisa                   | 2.448           | 409.251 | 167,2              |
| Tỉnh Pistoia                | 965             | 289.886 | 300,4              |
| Tỉnh Prato                  | 365             | 246.307 | 674,8              |
| Tỉnh Siena                  | 3.821           | 268.706 | 81,9               |